# Ossip Bernstein
Ossip Bernstein (ursprünglich russisch Осип Самойлович Бернштейн, wissenschaftliche Transliteration Osip Samojlovič Bernštejn bzw. Осип Самуилович Бернштейн/Osip Samuilovič Bernštejn; * 20. September 1882 in Schytomyr; † 30. November 1962) war ein russisch-ukrainischer Schachspieler mit jüdischen Wurzeln.

## Turnierspieler
Ossip Bernstein stammte aus einer wohlhabenden Kaufmannsfamilie und ging 1901 nach Deutschland, um dort Rechtswissenschaft zu studieren. Er gewann mehrere Turniere der Berliner Schachgesellschaft und beteiligte sich 1902 am Hauptturnier des Deutschen Schachbundes in Hannover, bei dem er den 2. Platz erreichte. Er war auch ein sehr guter Simultanspieler. 1903 spielte er in Berlin gegen 80 Gegner und gewann 70 Partien bei sechs Remisen und nur vier Verlustpartien. 1906 promovierte er an der Universität Heidelberg. Bernstein siedelte sich hierauf in Moskau an, wo er Mitglied der Moskauer Schachgesellschaft wurde.
Seinen ersten großen internationalen Erfolg erzielte er beim Turnier in Kiew 1903, bei dem er Zweiter hinter Michail Iwanowitsch Tschigorin wurde, diesen aber im direkten Duell bezwingen konnte.
Danach beteiligte er sich bis zum Ausbruch des Ersten Weltkrieges an vielen bedeutenden Turnieren und landete meist auf vorderen Plätzen, so in Coburg 1904, Barmen 1905, Ostende 1906 und 1907, Sankt Petersburg 1909, San Sebastián 1911. In diesem Jahr gewann Bernstein auch einen Wettkampf gegen Szymon Winawer mit 3,5 - 2,5. Beim Allrussischen Nationalturnier 1912 in Vilnius wurde er Zweiter hinter Akiba Rubinstein, der zu dieser Zeit als ernsthafter Weltmeisterschaftskandidat galt. Ein relativer Misserfolg Bernsteins war das Turnier in Sankt Petersburg 1914, bei dem er nach der Vorrunde ausschied, allerdings als einziger Teilnehmer eine Partie gegen den Schachweltmeister Emanuel Lasker gewinnen konnte.

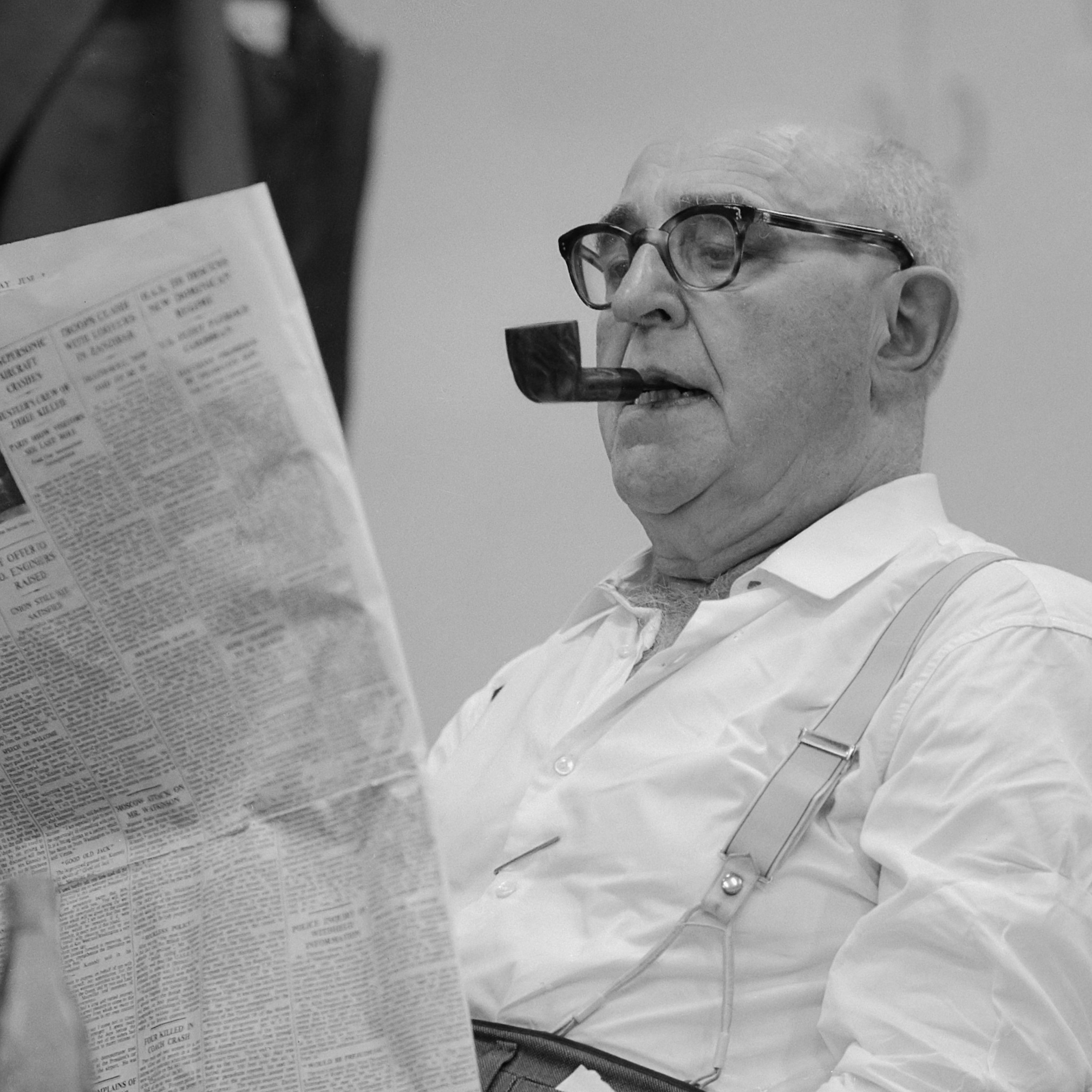
Ossip Bernstein (1961)

Nach der Oktoberrevolution, bei der er sein Vermögen verlor, emigrierte er mit seiner Frau und zwei Kindern nach Frankreich und lebte ab 1920 als angesehener Rechtsanwalt in Paris. Er nahm nur noch sporadisch an Turnieren teil, verlor allerdings kaum an Spielstärke und konnte 1933 einen Trainingswettkampf gegen Weltmeister Alexander Aljechin unentschieden (2:2) halten. Im Jahre 1940 musste Bernstein vor den Nationalsozialisten nach Spanien fliehen, kehrte aber nach Ende des Zweiten Weltkrieges nach Frankreich zurück. 1950 verlieh ihm die FIDE den Titel eines Großmeisters. Noch 1954 vertrat er Frankreich bei der Schacholympiade in Amsterdam am ersten Brett und gewann im selben Jahre in Montevideo eine mit Schönheitspreis ausgezeichnete Partie gegen Miguel Najdorf. Im Jahre 1956 sah Bernstein Russland ein letztes Mal, als er als Kapitän der französischen Mannschaft zur Schacholympiade nach Moskau kam, allerdings krankheitsbedingt nicht spielte.
Ossip Bernstein starb am 30. November 1962 in einem Sanatorium in den französischen Pyrenäen.
Savielly Tartakower, der 1930 eine Biographie über Bernstein veröffentlichte, bezeichnete ihn als "Taktiker par excellence".
Zwischen 1904 und 1906 gehörte Bernstein mehrere Monate zu den zehn besten Spielern der Welt.
Bernstein traf 1911 in San Sebastián auf den künftigen Weltmeister José Raúl Capablanca, der gegen ihn eine der besten Partien seiner Karriere spielte: Capablanca – Bernstein, San Sebastián 1911

## Bekannte Partien
- Capablanca – Bernstein, San Sebastián 1911

## Schachkomposition
Bernstein komponierte einige Schachaufgaben und Studien. Nachfolgendes Spiel auf Patt illustriert das.
|   | a | b | c | d | e | f | g | h |   |
| 8 |   |   |   |   |   |   |   |   | 8 |
| 7 |   |   |   |   |   |   |   |   | 7 |
| 6 |   |   |   |   |   |   |   |   | 6 |
| 5 |   |   |   |   |   |   |   |   | 5 |
| 4 |   |   |   |   |   |   |   |   | 4 |
| 3 |   |   |   |   |   |   |   |   | 3 |
| 2 |   |   |   |   |   |   |   |   | 2 |
| 1 |   |   |   |   |   |   |   |   | 1 |
|   | a | b | c | d | e | f | g | h |   |

Lösung:

1. g7+ Kg8

2. f7+ Kxf7

3. Lh5+ Kg8

4. Lf7+ Kxf7

5. g6+ Kg8

Weiß ist patt.
Die folgende Aufgabe wurde vielfach als vermeintliche Partiestellung nachgedruckt.
|   | a | b | c | d | e | f | g | h |   |
| 8 |   |   |   |   |   |   |   |   | 8 |
| 7 |   |   |   |   |   |   |   |   | 7 |
| 6 |   |   |   |   |   |   |   |   | 6 |
| 5 |   |   |   |   |   |   |   |   | 5 |
| 4 |   |   |   |   |   |   |   |   | 4 |
| 3 |   |   |   |   |   |   |   |   | 3 |
| 2 |   |   |   |   |   |   |   |   | 2 |
| 1 |   |   |   |   |   |   |   |   | 1 |
|   | a | b | c | d | e | f | g | h |   |

Lösung:

1. c4–c5, und:

1. … b6xc5 2. Sd6–c4+ Ka5–b5 3. a2–a4 matt

1. … Sd8-~ 2. Sd6–b7+ Ka5–b5 3. a2–a4 matt

1. … b6–b5 2. a2–a3 mit Zugzwang